# Parisobservatoriet

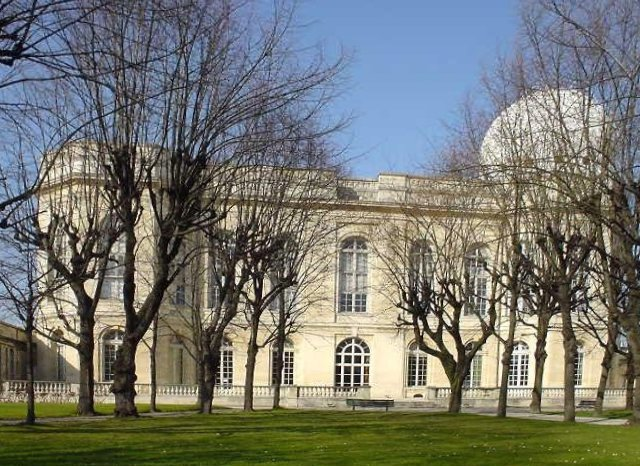
Parisobservatoriet i april 2003.

Parisobservatoriet (franska: L'Observatoire de Paris) är ett astronomiskt observatorium beläget i Paris. 
Observatoriets uppförande föreslogs 1667 under Ludvig XIV, med ändamålet att förbättra Frankrikes herravälde till havs. Det färdigställdes 1671, tre år före Greenwichobservatoriet i London. Observatoriet, som idag primärt fungerar som forskningsinstitut, har också avdelningar i Parisförorten Meudon och i staden Nançay söder om huvudstaden.
Sedan 1679 har observatoriet årligen utgivit Connaissance des Temps, världens äldsta almanacka. Ursprungligen utnyttjade man förmörkelser av Jupiters månar för att hjälpa sjöfarande att bestämma sin öst-västliga position.